# Paul Consbruch
Paul Consbruch (* 2. Mai 1930 in Gütersloh, Provinz Westfalen, Deutschland; † 1. Februar 2012 in Paderborn, Nordrhein-Westfalen) war Weihbischof im Erzbistum Paderborn.

## Leben
Paul Consbruch studierte von 1950 bis 1955 Philosophie und Katholische Theologie an der Theologischen Fakultät Paderborn und der Albert-Ludwigs-Universität Freiburg. Nachdem er am 26. Mai 1955 das Sakrament der Priesterweihe durch Erzbischof Lorenz Jaeger empfangen hatte, arbeitete er zunächst als Aushilfe in Gütersloh und Geseke. Dort wurde er zum Vikar ernannt und wechselte später nach Brakel. Später wurde er dort zum Pfarrverwalter ernannt. 1967 wurde Consbruch Pfarrer von St. Johannes Baptist in Beverungen, 10 Jahre später auch Verwalter der Pfarrei St. Maria Magdalena in Beverungen-Drenke. Von 1978 bis 1981 war er Dekan der Seelsorgeregion Hochstift und gehörte seitdem dem Priesterrat an. 
Am 15. November 1980 ernannte ihn Papst Johannes Paul II. zum Titularbischof von Gor und zum Weihbischof in Paderborn. Die Bischofsweihe empfing er am 8. Februar 1981 durch den Paderborner Erzbischof, Johannes Joachim Degenhardt; Mitkonsekratoren waren die Paderborner Weihbischöfe Paul Heinrich Nordhues und Hans Leo Drewes.
Im Jahr 1981 wurde er residierender Domkapitular und Wirklicher Geistlicher Rat. Außerdem übernahm Consbruch das Amt des Missionsdirektors im Erzbistum Paderborn. Am 2. April wurde er Bischofsvikar für die Weltmission im Erzbistum und wurde von der Deutschen Bischofskonferenz in die Kommission Weltkirche berufen. Weiterhin wirkte er in der Liturgiekommission mit.
Am 11. März 1999 wurde Consbruch aus Krankheitsgründen von seinen Aufgaben als Weihbischof in Paderborn durch Papst Johannes Paul II. entpflichtet. Erst im Jahre 2005 wurde er von Erzbischof Hans-Josef Becker im Rahmen eines Pontifikalamtes aus allen Funktionen verabschiedet. Bis dahin hatte er weiterhin die Aufgaben des Bischofsvikars für Fragen der Weltmission wahrgenommen und in zahlreichen Gemeinden bei personellen Engpässen das Sakrament der Firmung gespendet.
Paul Consbruch initiierte bereits 1978 die Einrichtung des „Pastors der Pastöre“, eine Stelle zur Betreuung von Priestern in Notsituationen im Erzbistum Paderborn. 2008 gab er die Aufgabe weiter an Weihbischof Hubert Berenbrinker und Msgr. Andreas Kurte.
Consbruch starb in den Abendstunden des 1. Februars 2012 und wurde auf dem Friedhof in Stockkämpen beigesetzt.